# NGC 185
NGC 185 (hay tên khác là Caldwell 18) là tên của một thiên hà lùn hình cầu nằm trong chòm sao Tiên Hậu. Khoảng cách của nó với Trái Đất là xấp xỉ khoảng 2,08 triệu năm ánh sáng. NGC 185 là thành viên của nhóm Địa phương và là một thiên hà vệ tinh của thiên hà Tiên Nữ (Messier 31). Vào ngày 30 tháng 11 năm 1787, nhà thiên văn học người Anh gốc Đức William Herschel phát hiện và biên mục nó là "H II.707".
Vào năm 1833, nhà thiên văn học người Anh John Herschel đã quan sát được nó thêm một lần nữa và biên mục nó là "h 35" và sau đó năm 1864, ông ấy đã biên mục nó là "GC 90" trong General Catalogue of Nebulae and Clusters (danh sách chung của các tinh vân và cụm sao). Ảnh của NGC 185 được chụp trong khoảng thời gian giữa 1898 và 1900 bởi nhà thiên văn học người Mĩ James Edward Keeler bởi kính thiên văn Crossley của trạm quan sát Lick.
NGC 185 có chứa những cụm sao trẻ và quá trình hình thành sao ở tỉ lệ thấp mãi cho đến quá khứ gần đây. Điều này thì không giống với những thiên hà elip lùn khác. Nó còn có một nhân thiên hà hoạt động và được phân loại là thiên hà Seyfert loại 2. Mặc dù nhận định nó là thiên hà Seyfert vẫn còn trong nghi ngờ. Nếu nó là thiên hà Seyfert thì nó là thiên hà Seyfert gần Trái Đất nhất và là thiên hà Seyfert duy nhất trong nhóm Địa phương.

## Gallery
- Thiên hà được quan sát bởi Kính viễn vọng không gian Hubble.
- Thiên hà được quan sát bởi 2MASS.